# Норба
Норба (лат. Nòrba latina) — древний латинский город в регионе Лаций, Античной Италии. Был основан около V века до н. э. на землях вольсков. Находился на западном склоне гор Монти Лепини, в 50 километрах к юго-востоку от Рима.

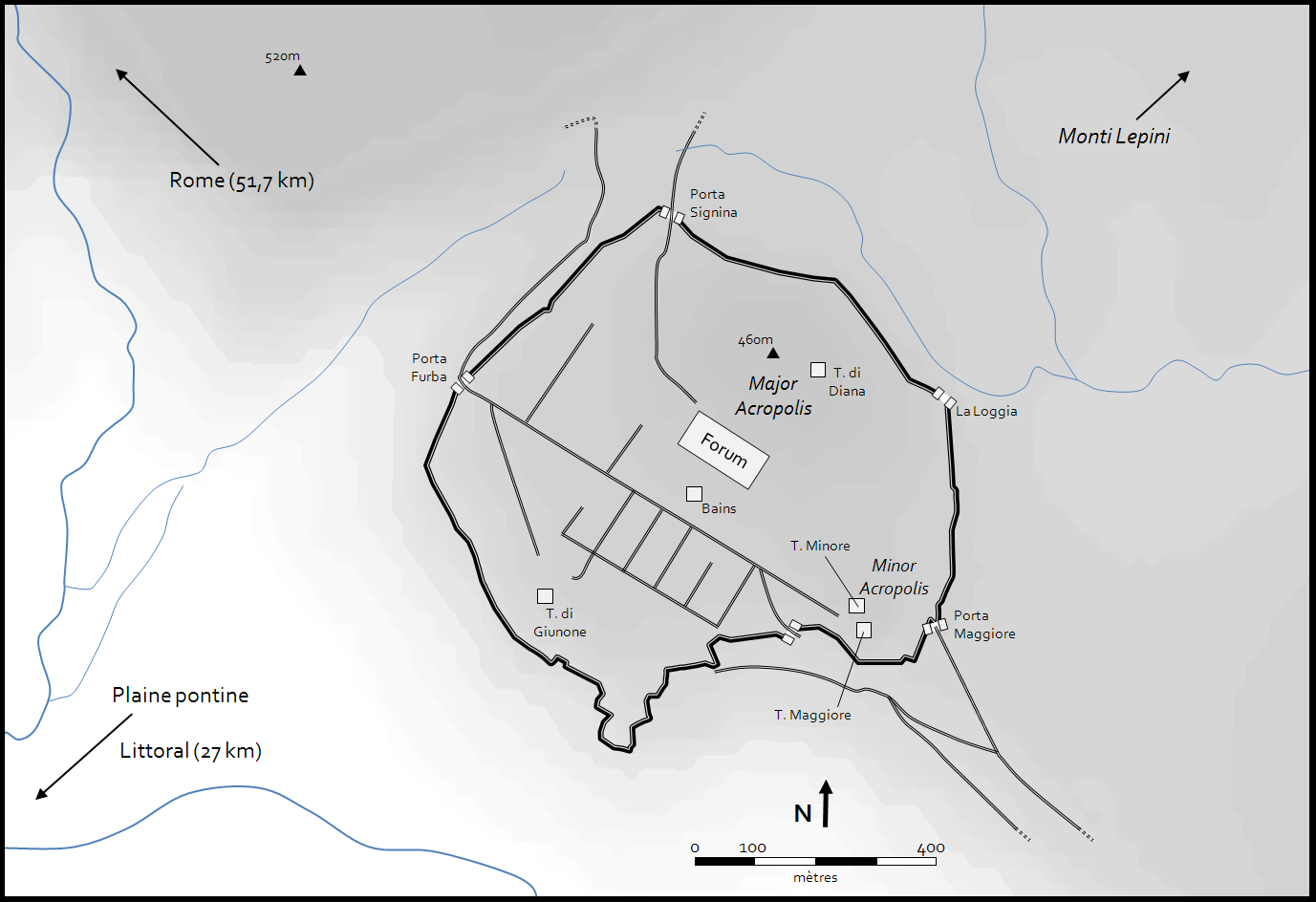
Карта Норбы

## Этимология
Согласно работам лингвиста Джакомо Девото, топоним Норба значит — «сильный город».
Дополнение «latina» используется для того, чтобы отличать латинскую Норбу от апулийской Норбы (итал. "Norba apulia") — ныне Конверсано.

## История

### V век до нашей эры
Дионисий Галикарнасский рассказывает о Норбе, как о латинском городе, который в 496 году до н. э. участвовал с Латинским Союзом в Первой Латинской войне против Рима. Конфликт начался из-за претензий Тарквиния Гордого на римский престол, который нашёл верного союзника в лице своего зятя Октавия Мамилия, городского руководителя Латинского союза:
Когда о взятии Фиден стало известно латинам, то волнение и страх охватили все города, и все негодовали на предводителей общин как на предавших союзников. И когда в Ферентинах проводилось собрание, люди, убеждавшие латинов снова взяться за оружие, — особенно Тарквиний и его зять Мамилий, а также предводители города Ариция, — стали предъявлять серьезные обвинения против тех, кто удерживал их от войны. Привлеченные ими на свою сторону, все города, принадлежащие к латинскому роду, объявляют общую войну против римлян. И чтобы ни один город не предал союз и преждевременно не прекратил вражду с римлянами, они дали друг другу клятвы и проголосовали за то, чтобы не сдержавшие договора были исключены из союза, а также были прокляты и объявлены всеобщими врагами. Уполномоченными, подписавшими договор и принесшими клятвы верности, были мужи из следующих городов: Ардея, Ариция, Бовиллы, Бубент, Кора, Карвент, Цирцея, Кориолы, Корбион, Кабан, Фортинея, Габии, Лаврент, Ланувий, Лавиний, Лабик, Номент, Норба, Пренесте, Педан, Кверкветула, Сатрик, Скаптия, Сетия, Тибурт, Тускул, Толерий, Теллены, Велитры. Они решили, что граждан призывного возраста будет отправлено в поход столько, сколько потребуется предводителям Октавию Мамилию и Сексту Тарквинию, которых они назначили военачальниками.Дионисий Галикарнасский
Война закончилась разгромом латинских городов и в 492 г. до н. э. римляне отправили новых поселенцев в Норбу, которая теперь стала римским фортом.
Несчастье это так перепугало врагов, что, даже когда болезнь пошла на убыль, они не могли оправиться от страха, а римляне и увеличили число поселенцев в Велитрах, и в Норбу, в горы, вывели новую колонию, ставшую укреплением в помптинской земле.Тит Ливий
Оборонительные стены из гигантских известняковых валунов с единственным входом и выходом, а также удачное географическое положение позволили Норбе стать почти неприступным форпостом для враждебных Риму народов, из таких регионов как Приверно, Сецце и Фонди.
Во время Второй Пунической войны в городе держали карфагенских военнопленных.

### I век до нашей эры
Во время гражданской войны (88-82 гг. до н. э.) между Гаем Марием и Луцием Суллой, Норба открыто встал на сторону Гая Мария. Войска Суллы взяли город в осаду. Вот как историк Аппиан описывает конец Норбы:
Но другой город, Норба, все еще энергично сопротивлялся, пока Эмилий Лепид не проник в него ночью при содействии измены. Жители Норбы, разгневанные этою изменою, одни сами покончили с собой, другие по взаимному соглашению убивали друг друга, третьи умерщвляли себя через повешение, наконец, были и такие, которые запирали двери своих домов и поджигали их. Поднявшийся сильный ветер так истребил огнем город, что от него не осталось никакой добычи. Так самоотверженно погибли жители Норбы.Аппиан Александрийский

### I век нашей эры — Средние века
Хотя в I веке н. э. город был частично отстроен, он быстро потерял свою значимость и опустел. Позже Плиний Старший начинает упоминать его в своих работах как «пропавший город».
После разрушения Суллой, часть населения Норбы перебралась в нижележащий город Нинфа, который за короткое время сильно разросся, а затем пришёл в упадок из-за малярии. Другие изгнанники основали город «Norba Caesarina» (ныне Касерес) в Испании. Однако в средние века некоторые постройки древней Норбы были вновь использованы, но уже в качестве христианских церквей, как в случае с храмом на Малом Акрополе и святилищем Юноне Луцине. Также в районе большого Акрополя были обнаружены элементы, свидетельствующие о заселении этого места в раннем средневековье.

### Норма
Название современной Нормы появилось в официальных документах только в VIII веке нашей эры, когда Нинфа и Норма были подарены папе Захарию византийским императором Константином V Копронимом. Эти территории оставались папскими владениями вплоть до 1861 года.
Современная Норма, возможно, взяла своё начало на месте так называемой аллеи, которая являлась пригородом Норбы. Вполне вероятно, что совместно со строительством Нормы часть старого римского города была повторно использована именно в религиозных целях.

### Исследования Норбы в XVIII и XIX веках
Джузеппе Рокко Вольпи и Пьер Марчеллино Коррадини в своей книге «Vetus Latium Profanum & Sacrum» выдвинули гипотезу о том, что Норба вырос на месте разрушенного города Альба-Лонга. Вольпи и Коррадини связывали неприязнь Норбы к римлянам именно с разрушением этого древнего города.
Результаты раскопок, начатых под руководством Луиджи Пигорини в 1901 году с археологами Луиджи Савиньони и Раниеро Менгарелли, опровергли эту гипотезу, продемонстрировав то, что весь раскопанный материал, найденные предметы и основные комплексы не могли быть старше V века до н. э. При дальнейших раскопках двух храмов были обнаружены ещё несколько материалов не старше V века до н. э., такие как фрагмент с изображением Юноны Соспита и пару вотивных предметов. Результат этих раскопок положил конец многим спорам археологов XIX века.

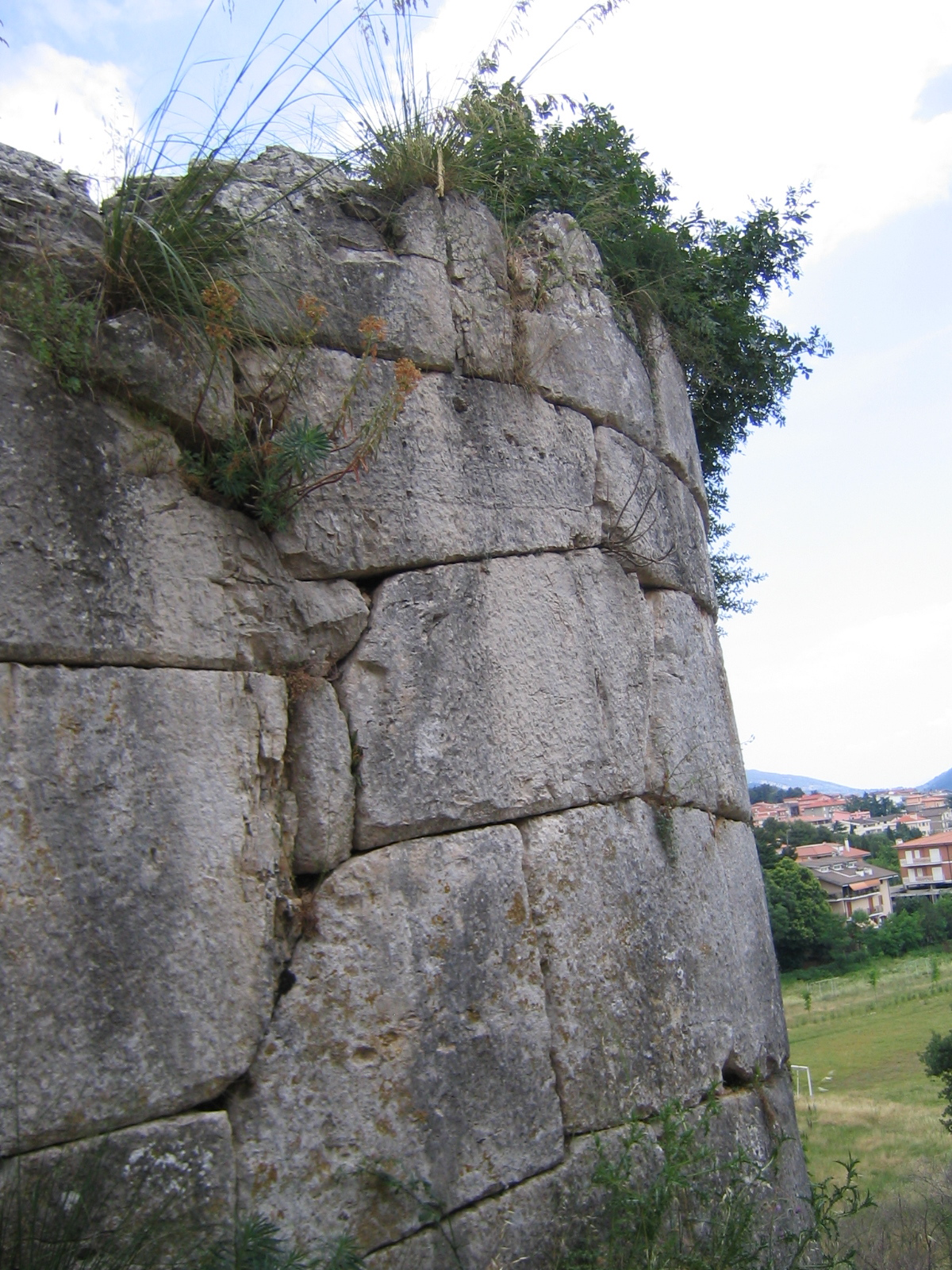
Фрагмент оборонительной стены Норбы